# Нокоміс (Флорида)
Нокоміс (англ. Nokomis) — переписна місцевість (CDP) в США, в окрузі Сарасота штату Флорида. Населення — 3217 осіб (2020).

## Географія
Нокоміс розташований за координатами 27°7′20″ пн. ш. 82°26′8″ зх. д. / 27.12222° пн. ш. 82.43556° зх. д. (27.122219, -82.435675).  За даними Бюро перепису населення США в 2010 році переписна місцевість мала площу 4,98 км², з яких 4,20 км² — суходіл та 0,78 км² — водойми.

## Демографія
Згідно з переписом 2010 року, у переписній місцевості мешкало 3167 осіб у 1510 домогосподарствах у складі 871 родини. Густота населення становила 636 осіб/км².  Було 1833 помешкання (368/км²).
Расовий склад населення:
| - 95,9 % — білих - 1,2 % — азіатів - 0,9 % — чорних або афроамериканців - 0,3 % — корінних американців |

До двох чи більше рас належало 0,9 %. Частка іспаномовних становила 4,4 % від усіх жителів.
За віковим діапазоном населення розподілялося таким чином: 14,4 % — особи молодші 18 років, 62,0 % — особи у віці 18—64 років, 23,6 % — особи у віці 65 років та старші. Медіана віку мешканця становила 50,6 року. На 100 осіб жіночої статі у переписній місцевості припадало 98,6 чоловіків;  на 100 жінок у віці від 18 років та старших — 97,5 чоловіків також старших 18 років.
Середній дохід на одне домашнє господарство  становив 51 243 долари США (медіана — 38 545), а середній дохід на одну сім'ю — 56 677 доларів (медіана — 47 105). Медіана доходів становила 36 667 доларів для чоловіків та 31 094 долари для жінок. За межею бідності перебувало 18,7 % осіб, у тому числі 57,6 % дітей у віці до 18 років та 3,4 % осіб у віці 65 років та старших.
Цивільне працевлаштоване населення становило 1449 осіб. Основні галузі зайнятості: мистецтво, розваги та відпочинок — 23,9 %, роздрібна торгівля — 15,0 %, освіта, охорона здоров'я та соціальна допомога — 14,8 %.